# Артерия

Артериальная система человека

Арте́рии (от греч. ἀρτηρία) — кровеносные сосуды, несущие кровь от сердца к органам, в отличие от вен, в которых кровь движется к сердцу («центрипетально»).
Название «артерии», то есть «несущие воздух», приписывают Эразистрату, который считал, что вены содержат кровь, а артерии — воздух.
Следует заметить, что артерии не обязательно несут артериальную кровь. Например, лёгочный ствол и его ветви являются артериальными сосудами, которые несут необогащенную кислородом кровь к лёгким. Кроме того, артерии, по которым в норме течёт артериальная кровь, могут содержать венозную или смешанную кровь при заболеваниях, например, врождённых пороках сердца.
Артерии пульсируют в ритме сокращений сердца. Ритм этот можно почувствовать, если прижать пальцы там, где артерии проходят близко к поверхности. Чаще всего пульс нащупывают в районе запястья, где легко можно обнаружить пульсацию лучевой артерии.

## Строение артерий
Стенки артерий состоят из трёх слоев, или оболочек: внутренней (лат. tunica intima) или эндотелия, которая состоит из слоя эндотелиальных клеток, расположенных на соединительном слое; средней (лат. tunica media), представленной упругой эластичной тканью и волокнами гладкой мускулатуры, которые «заведуют» изменениями диаметра артерии; и наружной — адвентиции (лат. tunica adventitia), состоящей из соединительной ткани.
Стенки артерий отличаются значительной толщиной и эластичностью, так как им приходится выдерживать большое давление крови. Благодаря упругим и мышечным элементам артерии способны удерживать стенки в состоянии напряжения, могут сильно сокращаться и затем расслабляться, обеспечивая равномерный приток крови. В частности, сильной способностью к сокращениям отличаются малые артерии и артериолы. В процессе старения стенки артерий постепенно утолщаются; одновременно увеличивается диаметр сосудов. В центральных артериях обычно растёт просвет сосуда, а в периферийных чаще стенки становятся толще. Определяющую роль в этих процессах играет старение волокон эластина — белка из группы склеропротеинов, заключающееся в росте содержания определённых аминокислот и отложении солей кальция. Процессу старения подвергаются и волокна коллагена, что проявляется в уменьшении длины цепочек и степени их скручивания, а также увеличением количества перекрёстных связей.

## Виды артерий
- Эластический тип — аорта, лёгочный ствол. В стенке такой артерии — преимущественно эластические волокна, мышечных элементов практически нет[2]
- Переходный тип — артерии среднего диаметра. В стенке и эластические волокна, и мышечные элементы
- Мышечный тип — артериолы, прекапилляры. В стенке — преимущественно мышечные элементы

## Система артерий у человека
Покинув сердце, кровь течёт по системе артерий, а затем через капилляры переходит в систему венозных сосудов. Кровь в лёгочную артерию (в малый круг кровообращения) поступает из правого желудочка. Из левого желудочка выходит главная артерия, которую называют аортой — самый большой по диаметру сосуд во всей кровеносной системе. В аорте выделяют несколько участков. Начинается этот сосуд с так называемой аортальной луковицы, переходящей в восходящую аорту, которая поворачивает, образуя дугу аорты и направляется влево и назад, переходя в нисходящую аорту. От аортальной луковицы отходят две коронарные сердечные артерии, а от дуги аорты — плечеголовной ствол, левая общая сонная артерия и левая подключичная артерия. Плечеголовной ствол разделяется на правую общую сонную артерию и правую  подключичную артерию.
Общие сонные артерии (правая и левая), пройдя через верхнее отверстие грудной клетки, разветвляются на две сонные артерии — наружную, обеспечивающую кровью ткани головы и шеи и внутреннюю, которая проводит кровь к мозгу и глазам. От подключичных артерий ответвляются позвоночные артерии, вносящие свой вклад в снабжение кровью головного мозга. Далее подключичные артерии образуют ответвления, снабжающие кровью переднюю стенку грудной клетки и диафрагму, а последующие разветвления позволяют донести кровь до верхней части грудной клетки и нижних фрагментов шеи. Пройдя под ключицей, подключичная артерия становится артерией подмышечной; в подмышечной впадине она разветвляется в направлении боковой стенки грудной клетки и верхней конечности. Выйдя из подмышечной впадины и перейдя на плечо, она становится плечевой артерией. За локтевым суставом плечевая артерия делится на две: лучевую и локтевую артерии. Те, в свою очередь, снабдив кровью предплечье, переходят на ладонь, образуя там две ладонные артериальные дуги — поверхностную и глубинную, переходящие в сосуды ладони.
В нисходящей аорте выделяют грудную и брюшную части. От грудной аорты отходит множество межрёберных артерий, доставляющих кровь к стенкам грудной клетки, а также внутренние ответвления, идущие к внутренним органам груди. Брюшная аорта образует парные артерии (почечные, надпочечниковые, яичниковые у женщин и яичковые у мужчин) и непарные артерии (желудочная, печёночная, селезёночная, верхняя и нижняя брыжеечные) ответвления. В конце брюшная аорта делится на общие подвздошные артерии.
Каждая общая подвздошная артерия делится на внутреннюю, снабжающую органы таза (мочевой пузырь, половые органы) и наружную, которая, пройдя под паховой связкой, становится бедренной артерией. Ответвления бедренной артерии обеспечивают кровью мышцы, кожу, кости бедра. Ниже колена бедренная артерия начинает называться «подколенной артерией», а затем разделяется на большеберцовые артерии: спускающуюся к стопе переднюю и заднюю, которая образует малую берцовую артерию и делится на подошвенные артерии. От всех без исключения малых артерий отходят артериолы — мелкие сосуды (мельче только капилляры), строение которых напоминает строение артерий, однако диаметр — значительно меньше.

## Давление и заболевания
Основная задача артерий — проводить кровь, поступающую из сердца под определённым давлением. Различают два значения артериального давления крови. Когда сердечная мышца сокращается (за счет миогенного механизма), чтобы погнать кровь в артерии, это связано с более высоким давлением, чем когда она расслаблена, поэтому в цикле сокращения и расслабления давление в артериях колеблется в пределах верхней и нижней границ. Верхнее значение называют систолическим давлением, а нижнее — диастолическим. Оптимальный уровень давления, измеренного по методу Короткова, в покое у здорового человека составляет менее 120/80 мм рт. ст. и в любом случае не должно превышать 140/90 мм рт. ст. — повышение (гипертензия) обычно является свидетельством повышенного риска поражения системы кровообращения, опасна также может быть гипотензия. Если гипертонию не лечить, повышается риск потери зрения, развития почечной недостаточности, ишемической болезни сердца, острой коронарной недостаточности, инсульта головного мозга, летального исхода гипертонического криза.
В 1896 году итальянский врач Сципионе Рива-Роччи сконструировал прототип современного аппарата для измерения артериального давления и предложил метод его измерения. Метод измерения артериального давления, предложенный Рива-Роччи — пальпаторный имел недостаток — возможно было измерить только систолическое АД. В 1905 году  Н. С. Коротков усовершенствовал прибор и предложил новый метод измерения артериального давления, который используется по сей день. Сегодня, кроме таких классических аппаратов, состоящих из надувающейся манжеты и ртутного манометра, в быту и для непрерывного мониторинга давления используют также современные электронные тонометры. Во многих странах врачи записывают давление пациента таким образом: RR=130/85. Обозначение RR принято в честь изобретателя; более высокое значение означает систолическое давление, а более низкое — диастолическое. В русскоговорящих странах принято следующее обозначение АД=120/70, где АД — артериальное давление. 
Для непрерывной работы сердцу требуются кислород и питательные вещества. Поступление этих составляющих обеспечивают коронарные артерии (правая и левая), которые, как правило, начинаются в аортальной луковице, а затем расходятся по сердечной мышце и, разделённые на мелкие сосуды, проникают внутрь миокарда. Нарушение равновесия между притоком крови к сердечной мышце и потребностями последней приводит к возникновению коронарной недостаточности (чаще всего это бывает связано с уменьшением просвета одной из коронарных артерий по причине склеротических изменений сосуда). Первый период болезни протекает бессимптомно, но когда просвет сосуда значительно уменьшается, возникают боли в груди, а затем — всё более отчётливое ощущение удушья. При дальнейшем развитии процесс может привести к полному перекрытию коронарных артерий и угрозе инфаркта миокарда. Система коронарных сосудов в случае необходимости может обеспечивать приток крови по другим сосудам, минуя суженные или перекрытые артерии — такие дополнительные соединения между поражёнными болезнью артериями и соседними здоровыми носят название «анастомозов».
Различные болезненные состояния могут привести к повреждению стенок артерий (прежде всего — это атеросклероз и артериосклероз Менкеберга); внешне это выглядит как сужение сосуда, выпуклость или (реже) расширение сосуда. Чаще всего причиной такого повреждения, его называют «аневризмой», служат дегенеративно-дистрофические процессы в артерии либо прилежащих тканях, склероз или травмы; кроме того, аневризма сосудов мозга может быть врождённой. Разрыв аневризмы крупного сосуда может привести к смертельно опасному внутреннему кровотечению.

### Артериальное кровотечение
Из всех видов кровотечений артериальное является наиболее опасным, т. к. ведёт к большой кровопотере за короткий промежуток времени. Наружное артериальное кровотечение характеризуется пульсирующей струёй ярко-красной(алой) крови из раны. В случае наружного артериального кровотечения требуется немедленная медицинская помощь. В качестве оказания первой помощи необходимо сначала пережать артерию пальцами, а затем наложить жгут выше места повреждения. 